# Лошо момче (филм, 1992)
„Лошо момче“ е български игрален филм (драма) от 1992 година на режисьора Георги Попвасилев, по сценарий на Георги Попвасилев и Евгения Радева. Оператор е Вячеслав Анев. Музиката във филма е композирана от Валери Градинарски.

## Актьорски състав
- Омуртаг Дяков – Момчето Петър Христов
- Стефан Щерев – Смока
- Йорданка Кузманова – Янева
- Валентин Гаджоков – Бащата на Петър
- Даниел Копаров
- Башар Рахал
- Мирослав Стоянов
- Николай Чилов
- Радослав Добрев
- Михаил Алексиев
- Ани Бесарова
- Боян Георгиев
- Красимир Кацаров
- Мариан Бачев
- Стоян Лачански